# Andrea Cariello
Andrea Cariello (Padula, 1º dicembre 1807 – Napoli, 1870) è stato uno scultore e incisore italiano.

## Biografia
Figlio di Nicola "Nicolas Laurentius" Cariello (1770-1852), un modesto artigiano, dimostrò molto presto spiccate tendenze artistiche. A quindici anni era allievo di uno scultore in legno a Napoli; passò poi alla scuola di glittica di Filippo Rega all'Istituto di Belle Arti e si distinse come incisore di pietre dure e medaglista. 

### Carriera
Il Re delle Due Sicilie Ferdinando II lo chiamò come incisore alla Zecca Reale dal 1831, a seguito del successo ottenuto da un ritratto in avorio del nuovo sovrano.
In questo periodo si ricordano medaglie come quella per il ritorno del re dal viaggio in Austria e in Francia del 1836 e, dello stesso anno, quella per il completamento della basilica di San Francesco di Paola a Napoli, che reca nel recto i profili di Ferdinando I, Francesco I e Ferdinando II, l'altra per la nascita del futuro re Francesco II, con la raffigurazione della Ninfa Partenope che incorona il neonato, e ancora le medaglie di benemerenza del 1846 e del 1847, caratterizzate tutte da classica compostezza. Questa distingue anche l'opera di scultore che Cariello contemporaneamente compì e che, se trova la sua espressione più felice nel busto in marmo di Ferdinando II per la reggia di Caserta, scade talvolta in un freddo accademismo, come nel caso del Ritratto della regina madre presentato alla Mostra di belle arti di Napoli del 1839. Ma in scultura fu essenzialmente un ornatista, e per questa sua qualità venne impegnato nel 1837, insieme con C. De Rosa, C. Beccalli, G. Aveta e G. De Crescenzo, nella decorazione a stucco delle volte delle sale del palazzo reale di Napoli, rinnovate dall'architetto Gaetano Genovese dopo l'incendio del 1837.
Questi stucchi furono in parte manomessi dall'intervento effettuato dopo il 1860 da I. Perricci e R. Casanova, ma di essi restano integri quelli particolarmente eleganti della volta della sala del trono, là dove sembra che spetti a Cariello e De Rosa la larga fascia che corre sulla linea d'imposta: in essa le slanciate figure simboliche delle Quattordici province del Regno sono intervallate da festoni e fregi di sapore classico che incorniciano imprese araldiche e che agli spigoli si arricchiscono di sfingi e di altri motivi del repertorio egizio.
Nel 1847, bandito finalmente il concorso per la cattedra di glittica nell'istituto di belle arti, rimasto a lungo vacante dopo la morte di Rega, Cariello vi partecipò insieme con Luigi Arnaud e con Carelli, che con lui erano stati i migliori allievi del maestro, e venne classificato al secondo posto dopo Arnaud. Né maggiore fortuna ebbe in occasione della scelta del professore della scuola di intaglio in acciaio e in legno, allora istituita accanto a quella dell'incisione in rame, in quanto per l'insegnamento di quell'arte, non propriamente sua, gli fu preferito Tommaso Aloysio Juvara, peraltro provetto incisore in rame. Tuttavia egli rifiutò l'incarico di direttore della zecca di Londra offertogli da C. Moore, per rimanere a Napoli, e lì continuò un'intensa attività di medaglista e di incisore di pietre dure, cui affiancò sempre quella di scultore.
Mentre per quest'ultima, oltre al Monumento a Monsignor Rosini in marmo, nella cattedrale di Pozzuoli, andato perduto per l'incendio della chiesa (se ne conserva il bozzetto in gesso), si possono menzionare piccoli bronzi, quali Due amori che litigano per un cuore, Pastore che suona la piva, Piccolo satiro, e terrecotte, come Bacco che scherza con un fanciullo, per la sua attività principale di medaglista e di incisore in pietre dure sono da citare diverse opere di notevole interesse. A parte alcune monete del Regno delle Due Sicilie in bronzo, in argento e in oro, bisogna ricordare la medaglia per la venuta del pontefice Pio IX a Napoli, realizzata in collaborazione con Arnaud nell'anno 1849, quelle numerose di benemerenza del decennio successivo, e quindi le medaglie coniate dopo l'Unità d'Italia, tra le quali quella di Carlo Felice di Savoia, presentata alla Esposizione di Parigi del 1867 e la medaglia del Consorzio agrario di Caserta. 
A queste si affiancano le pietre dure incise, nelle quali Cariello diede il meglio di sé, per l'eleganza delle figurazioni sempre di sapore classico e per la finezza dell'esecuzione. Grande successo ebbe il cammeo con i ritratti di Ferdinando II e di Maria Teresa, e non meno ammirati furono quelli con il ritratto del Principe di Belmonte, la piccola corniola con il Ritratto della moglie e le pietre sulle quali raffigurò personaggi della storia antica o della mitologia, come il cammeo con Alcibiade, acquistato da Costantino Nigra, l'altro con Venere e Amore e l'ametista con La Baccante, dei quali, come del resto degli altri, si ignora l'ubicazione attuale.
Nell'anno 1870 il governo italiano decise di assegnare la gemma all'artista, in luogo del compenso non ricevuto. Essa poi passò agli eredi, che ne curarono la presentazione in importanti mostre d'arte, tra le quali quelle tenute a Milano e a Chicago all'inizio del secolo. Quindi nel 1902 fu annunciato a stampa che la grande gemma sarebbe stata offerta da un comitato napoletano a Leone XIII per il venticinquennale del pontificato. Ma la cosa non dovette aver seguito. Poco dopo il 1914, infatti, fu pubblicato da La Tagliata un opuscolo con la storia della gemma, che egli, divenutone intanto proprietario, metteva in vendita. 
Alla caduta del regime borbonico, che nonostante le prestazioni per la corte dovette, e a ragione a quanto sembra, sospettarlo di sentimenti liberali, l'artista aveva ottenuto finalmente un giusto riconoscimento. Con decreto di Garibaldi era stato nominato direttore del gabinetto di incisione della zecca e professore di incisione nell'istituto tecnico, attività che svolse con impegno fino alla fine.
Il capolavoro del Cariello consiste in una incisione su un topazio montato in oro del peso di 1,591 kg raffigurante "Il Redentore che spezza il pane eucaristico", la cui foto compare nella rivista "La Tribuna Illustrata" del 31 agosto 1902. Di tale inestimabile pietra preziosa, definita da una commissione francese di esperti "il più grande gioiello artistico del mondo", dopo il 1914, anno in cui verosimilmente fu messa in vendita, non si avevano più notizie.
La straordinaria opera è esposta dal 6 maggio 2011 nel Museo diocesano di Taranto, al quale era stata donata dagli eredi dell'artista.